# Mizeakivski Hutorî, Vinnîțea
Mizeakivski Hutorî (în ucraineană Мізяківські Хутори) este localitatea de reședință a comunei Mizeakivski Hutorî din raionul Vinnîțea, regiunea Vinnița, Ucraina.

## Demografie
Componența lingvistică a localității Mizeakivski Hutorî
     Ucraineană (99,04%)
     Alte limbi (0,88%)
Conform recensământului din 2001, majoritatea populației localității Mizeakivski Hutorî era vorbitoare de ucraineană (99,04%), existând în minoritate și vorbitori de alte limbi.